# Vouziers
Vouziers és un municipi francès, situat al departament de les Ardenes i a la regió del Gran Est.

## Persones
- Hippolyte Taine (1828-1893)